# Hermes (pojazd kosmiczny)
Hermes – francuski załogowy statek kosmiczny wielokrotnego użytku opracowany w latach 1975–1977 w Narodowym Centrum Badań Kosmicznych (CNES), a którego budową miały zająć się firmy Aérospatiale i Avions Marcel Dassault-Breguet Aviation.

## Historia projektu
Od 1987 roku Hermes był planowany jako element programu załogowych lotów kosmicznych Europejskiej Agencji Kosmicznej (ESA), który miał uniezależnić kraje Europy Zachodniej od korzystania w tej dziedzinie z pomocy Stanów Zjednoczonych Ameryki i NASA. W jego ramach opracowano również rakietę nośną Ariane 5 oraz stację kosmiczną Columbus. Pierwszy bezzałogowy lot Hermesa miał odbyć się w 1995 lub 1996 roku, lecz realizacja programu uległa znacznemu opóźnieniu, a koszty wciąż rosły. 
W 1992 roku projekt Hermes anulowano z powodów finansowych. Pochłonął on dwa miliardy dolarów.

## Opis

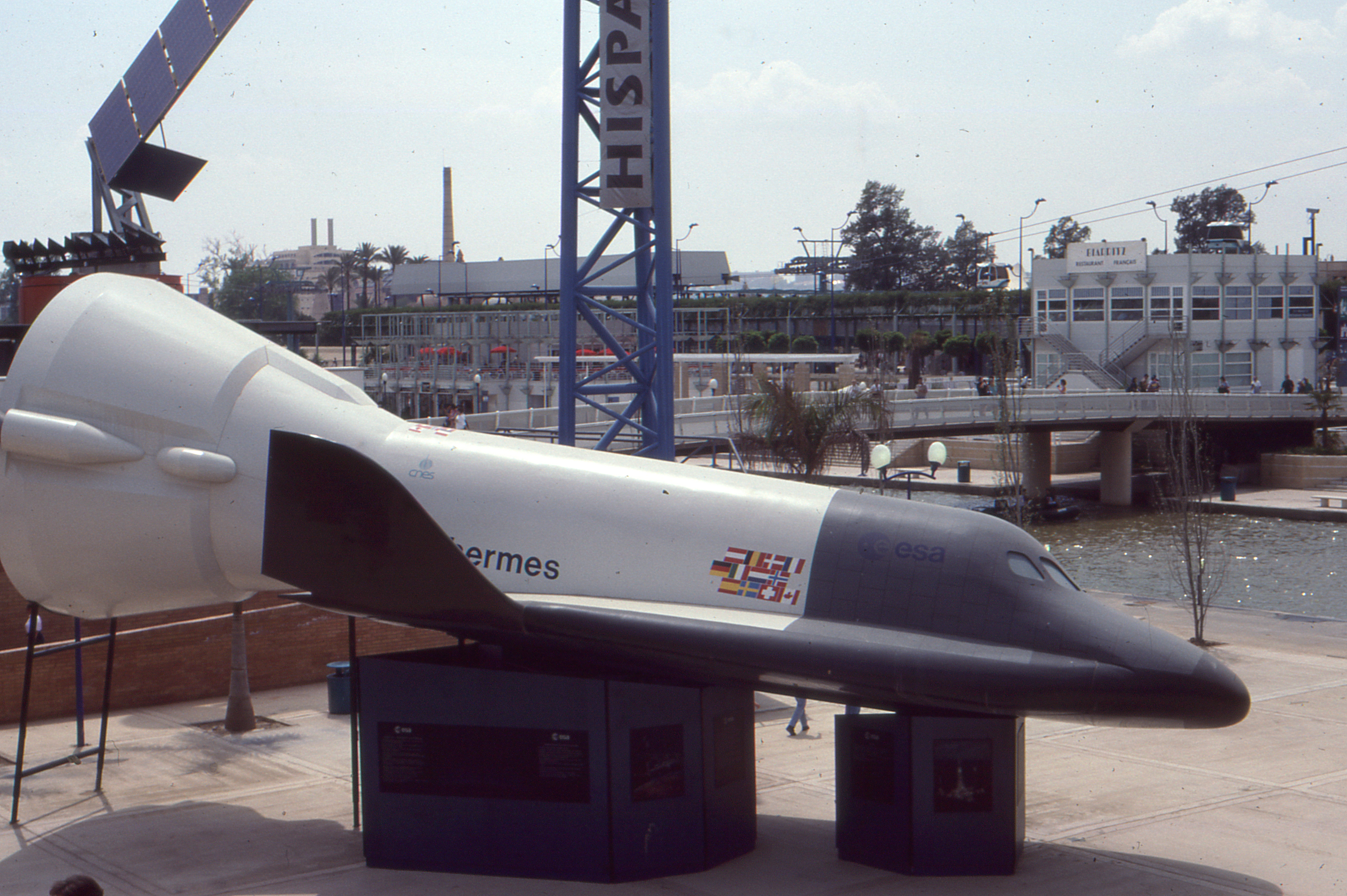
Makieta promu Hermes zaprezentowana na wystawie światowej EXPO 92 w Sewilli

Kształt i wymiary pojazdu nie zostały nigdy do końca definitywnie ustalone. Według założeń Hermes miał być niewielkim załogowym promem kosmicznym startującym za pomocą pierwszego członu rakiety nośnej Ariane 5. 
Głównym zadaniem wahadłowca kosmicznego Hermes miała być obsługa modułowej stacji orbitalnej Columbus. Początkowo planowano, że jego załoga będzie liczyć 4–6 osób, później zmniejszono tę liczbę do 3 osób. Prom miał osiągać orbitę o wysokości do 800 km, a czas trwania pojedynczej misji miał wynosić 30–90 dni.